# 6798 Куперін
6798 Куперін (6798 Couperin) — астероїд головного поясу, відкритий 14 травня 1993 року.
Тіссеранів параметр щодо Юпітера — 3,266.